# María de Villota

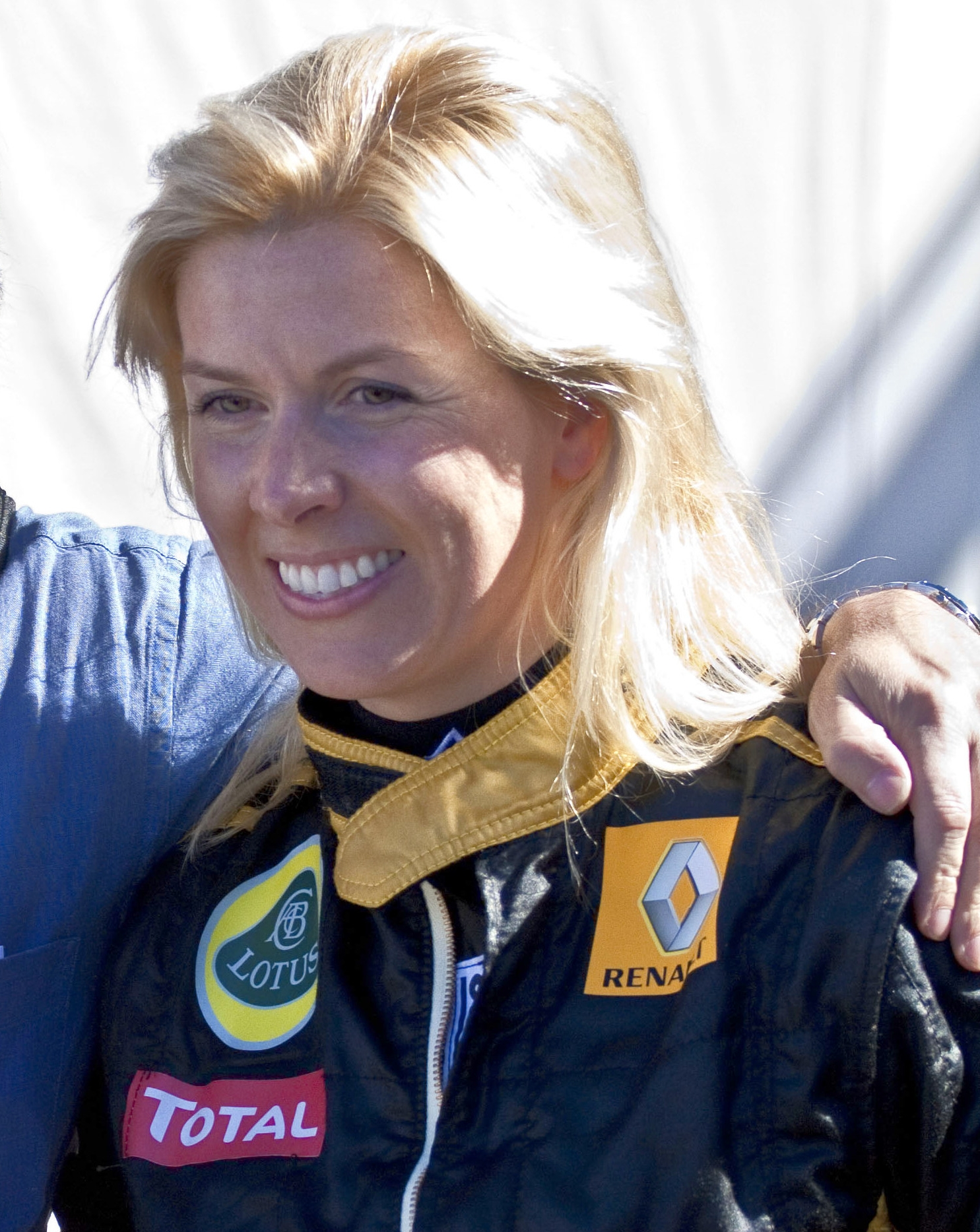
María de Villota (2011)

María de Villota Comba (* 13. Januar 1980 in Madrid; † 11. Oktober 2013 in Sevilla) war eine spanische Automobilrennfahrerin.

## Karriere

Helmdesign von María de Villota

Mit 16 Jahren begann de Villota, Kartrennen zu bestreiten und gewann bereits im selben Jahr ihr erstes Rennen. Im Jahr 2000 wechselte sie zum Formelsport und trat in der spanischen Formel Toyota an. Sie blieb für zwei Saisons in dieser Rennserie und gewann in ihrer zweiten Saison den Vizemeistertitel. 2001 gab sie zudem ihr Debüt in der spanischen Formel-3-Meisterschaft und beendete ihre erste Saison, in der sie noch nicht zu jedem Rennen antrat, auf dem 20. Gesamtrang. De Villota blieb bis 2004 in der spanischen Formel-3-Meisterschaft und erzielte ihre beste Gesamtplatzierung 2002, als sie den zehnten Gesamtrang belegte. 2003 belegte sie den 13. und 2004 den 12. Platz im Gesamtklassement. In den vier Saisons erzielte sie keine Podest-Platzierung.
2005 wechselte de Villota in die Ferrari Challenge Europe und beendete die Saison auf dem achten Gesamtrang. Außerdem kehrte sie für zwei Rennen in die spanische Formel 3 zurück. In der B-Klasse dieser Meisterschaft erzielte sie eine Podest-Platzierung. Außerdem bestritt sie das 24-Stunden-Rennen von Daytona in einem Ferrari 360 Modena, das sie auf Gesamtrang 24 beendete. 2006 blieb sie in der Ferrari Challenge Europe und belegte in dieser Saison den elften Gesamtrang. Außerdem bestritt sie zwei Rennen der Tourenwagen-Weltmeisterschaft (WTCC). 2007 wechselte sie in die ADAC-Procar-Serie und wurde mit einem Sieg Dritte in der Meisterschaft. Außerdem trat sie zu zwei Rennen der WTCC und sechs Rennen der spanischen GT-Meisterschaft an.
2008 startete de Villota für das Team ihres Vaters zu einem Rennen in der Euroseries 3000 und belegte am Saisonende den 22. Gesamtrang. Außer diesem Rennen trat sie 2008 zu keinen weiteren Rennen an. 2009 trat de Villota zu den ersten drei Rennwochenenden der Formel Palmer Audi an und wurde am Saisonende 22. in der Gesamtwertung. Anschließend trat sie in der Saison 2009 für das von Alan Docking Racing betreute Team von Atlético Madrid in der Superleague Formula an. Ihre beste Platzierung in dieser Serie, in der sie eine halbe Saison bestritt, war ein siebter Platz. 2010 nahm de Villota in der Superleague Formula für Atlético Madrid an neun Veranstaltungen teil. Ein vierter Platz war ihr bestes Resultat. Darüber hinaus startete sie zu einigen Rennen der spanischen GT-Meisterschaft. 2011 begann de Villota erneut die Saison in der Superleague Formula, allerdings wurde sie bereits nach einer Veranstaltung abgelöst. Zwei zwölfte Plätze waren ihre besten Platzierungen. Darüber hinaus absolvierte sie Formel-1-Testfahrten für Renault. Da Testfahrten im aktuellen Rennfahrzeug während der Saison verboten waren, pilotierte sie einen zwei Jahre alten Renault R29.
2012 war de Villota Testfahrerin des Formel-1-Teams Marussia. Im Juni 2012 wurde sie zur Botschafterin der FIA-Kommission Frauen im Motorsport ernannt.
Am 3. Juli 2012 verunglückte sie während Geradeaus-Testfahrten auf dem Gelände des Imperial War Museum Duxford beim Zusammenstoß mit der Ladeklappe eines Teamlasters schwer. Obwohl der Aufprall mit etwa 50 km/h bei einer relativ geringen Geschwindigkeit erfolgte, zog sie sich schwere Kopf- und Gesichtsverletzungen zu, da sich die Ladeklappe genau in Kopfhöhe befand. De Villota erlitt bei dem Unfall einen Schädelbruch und verlor ihr rechtes Auge sowie den Geruchs- und Geschmackssinn.

## Persönliches
De Villota stammte aus einer Motorsportfamilie. Sie war die Tochter des ehemaligen Formel-1-Piloten Emilio de Villota und Schwester des Automobilrennfahrers Emilio de Villota jr. Ihr Vater betreibt zudem einen Rennstall.
De Villota heiratete im Juli 2013 ihren langjährigen Lebensgefährten Rodrigo García Millán.
Nach ihrem Testunfall zeigte sich de Villota ab Oktober 2012 wieder vermehrt in der Öffentlichkeit und engagierte sich in Sicherheitsfragen. Seit Ende September 2013 war sie auf Promotiontour für ihre Autobiografie „Das Leben ist ein Geschenk“.
Am Morgen des 11. Oktober 2013 wurde de Villota tot in einem Hotelzimmer in Sevilla aufgefunden, nachdem kurz zuvor ein Notruf vom Hotelpersonal abgesetzt worden war. Die noch am selben Tag vorgenommene Obduktion ergab einen Kreislaufstillstand als Todesursache, vorher war bereits eine Hirnblutung aufgetreten. Es soll sich um Folgen der neurologischen Verletzungen gehandelt haben, die sie sich beim Testunfall zugezogen hatte.
Vor der Fahrerparade beim Großen Preis von Japan am 13. Oktober 2013 wurde eine Schweigeminute für María de Villota eingelegt, außerdem wurde ihr die Siegerehrung gewidmet.

## Karrierestationen
| - 2000: Spanische Formel Toyota - 2001: Spanische Formel Toyota (Platz 2) - 2001: Spanische Formel 3 (Platz 20) - 2002: Spanische Formel 3 (Platz 10) - 2003: Spanische Formel 3 (Platz 13) - 2004: Spanische Formel 3 (Platz 12) - 2005: Spanische Formel 3 | - 2005: Ferrari Challenge Europe (Platz 8) - 2006: Ferrari Challenge Europe (Platz 11) - 2006: WTCC - 2007: ADAC-Procar-Serie (Platz 3) - 2007: WTCC - 2007: Spanische GT-Meisterschaft, GTA (Platz 21) - 2008: Euroseries 3000 (Platz 22) | - 2009: Formel Palmer Audi (Platz 22) - 2009: Superleague Formula - 2010: Superleague Formula - 2010: Spanische GT-Meisterschaft (Platz 22) - 2011: Superleague Formula - 2012: Formel 1 (Testfahrerin) |